# Pórtico de La Mancha
El Pórtico de La Mancha es un monumento representativo del arte abstracto de más de 10 metros de altura ubicado en la ciudad española de Albacete.
Se trata de una representación abstracta de un molino de viento manchego realizada en acero y aluminio.
Está situada en la rotonda de acceso a la plaza de la Universidad de la Ciudad Universitaria de Albacete, en la avenida de España, elevada sobre un montículo adoquinado que constituye su base.
Fue inaugurada en 1986. Es obra del escultor José Luis Sánchez Fernández, representante de la escultura contemporánea en el capítulo de la abstracción, cuyas obras permanecen expuestas en museos como los Museos Vaticanos o el Museo Nacional Centro de Arte Reina Sofía.